# Động vật hình cây

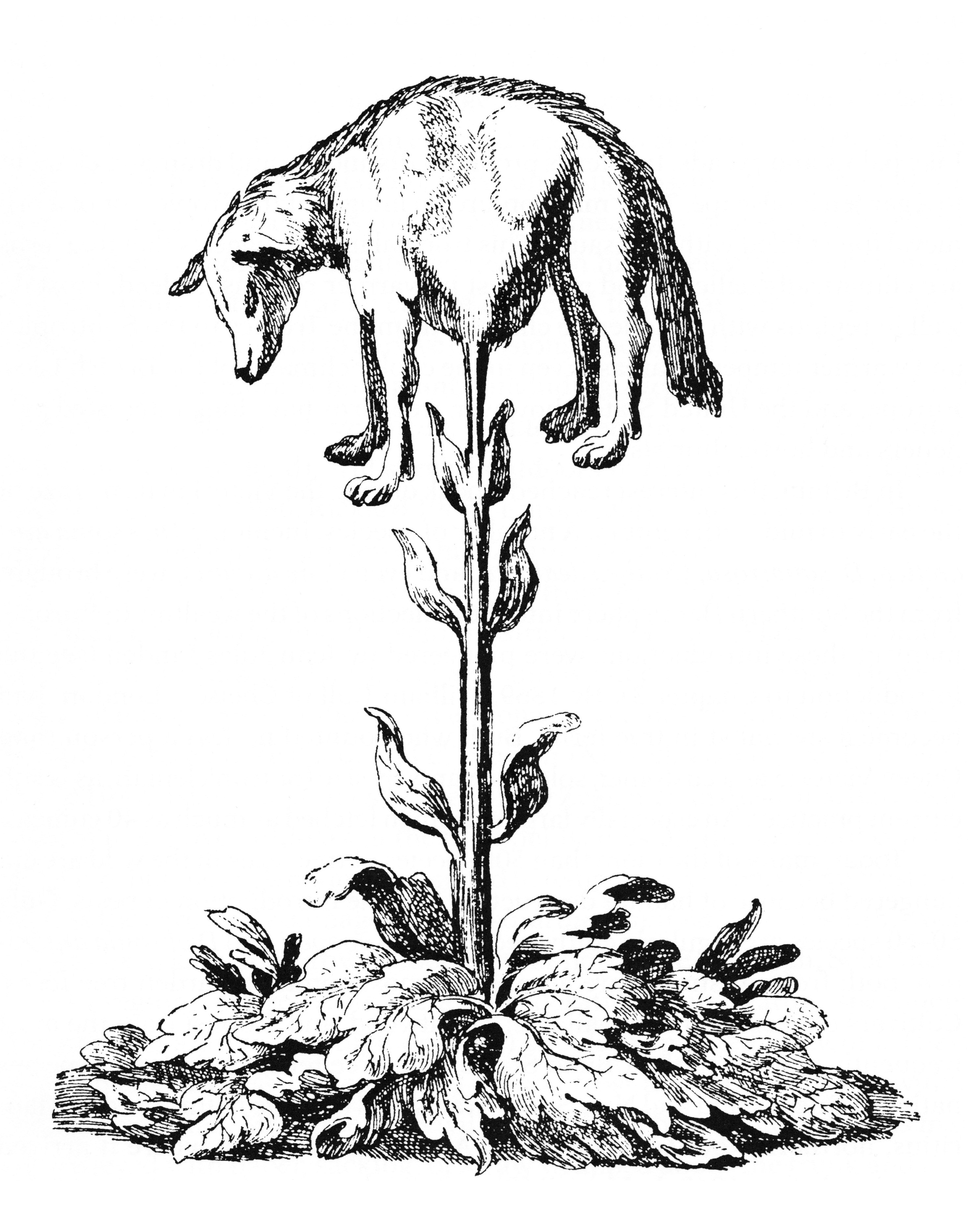
Hình minh hoạ "cây cừu"

Động vật hình cây là một động vật có bề ngoài tương tự như một thực vật, ví dụ động vật thuộc bộ Hải quỳ. Đây là một khái niệm lỗi thời xét trong khoa học hiện đại.
Động vật hình cây xuất hiện phổ biến trong các sách thảo dược thời kì Trung cổ và Phục hưng. Một ví dụ nổi bật là "cây cừu" - loài sinh vật mà người ta tin rằng có quả là một con cừu. Động vật hình cây cũng xuất hiện trong nhiều y văn cổ có tầm ảnh hưởng như cuốn De Materia Medica của Dioscorides cũng như các phóng tác và bài bình về tác phẩm đó, đáng chú ý là cuốn Discorsi của Mattioli. Người ta thường xem động vật hình cây là một sự cố gắng của con người thời Trung cổ nhằm giải thích nguồn gốc các loài cây lạ lùng chưa được biết đến trước đó ("cây cừu" là một nỗ lực để giải thích cho sự tồn tại của sợi bông). Các báo cáo về động vật hình cây tiếp tục xuất hiện trong thế kỉ 17 và nhận được lời bình từ nhiều nhà tư tưởng có sức ảnh hưởng vào thời ấy như Francis Bacon. Chỉ đến tận năm 1646 thì những lời tuyên bố về sự tồn tại của động vật hình cây chỉ bị bác bỏ cụ thể, và ngày càng có nhiều chỉ trích nhắm vào những lời tuyên bố này trong suốt thế kỉ 17 và 18.
Ở những nền văn hoá phương Đông như Trung Quốc cổ đại thì nấm được phân loại là thực vật trong các sách Đông y; người ta xem các loài nấm thuộc chi Cordyceps - cụ thể là Ophiocordyceps sinensis (đông trùng hạ thảo) - là các động vật hình cây.

## Văn hoá đại chúng
Tác phẩm Hai vạn dặm dưới đáy biển do nhà văn Jules Verne viết vào thế kỉ 19 sử dụng lặp đi lặp lại nhiều lần khái niệm động vật hình cây khi miêu tả sự sống dưới đáy đại dương.